# Dermis reticular

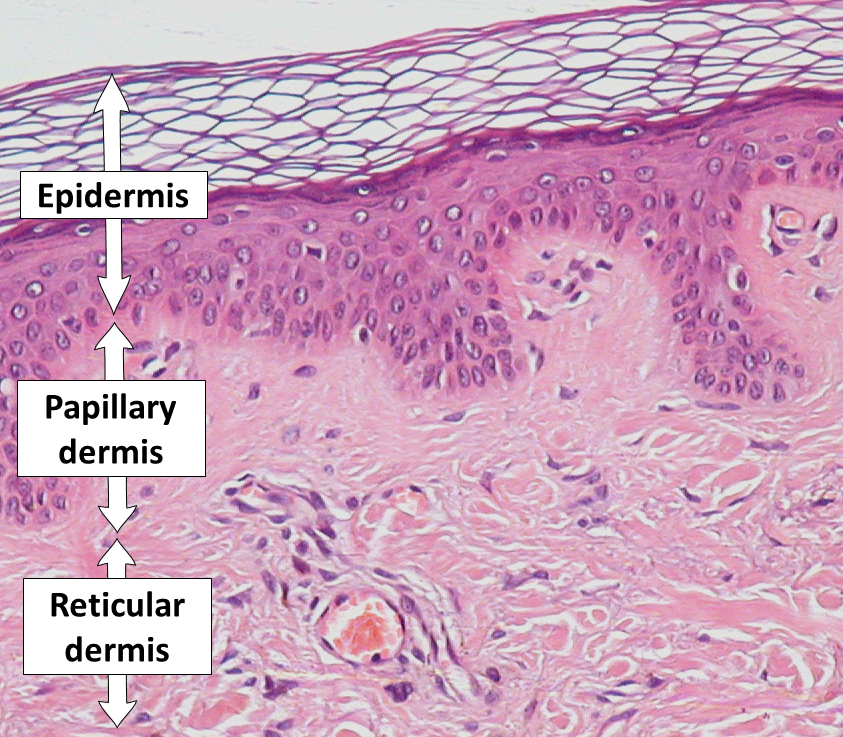
Epidermis, dermis papilar y dermis reticular

La dermis reticular es uno de los muchos elementos de la piel, es la capa más profunda y más gruesa de la dermis, su espesor varía en las distintas partes de la superficie del cuerpo, siendo aquella piel que recubre la espalda más gruesa que la piel que recubre los párpados.

## Características histológicas
Está constituida por un tipo de tejido denominado tejido conjuntivo denso, se lo denomina así, por tener muchas fibras, entre ellas una llamada colágeno tipo I agrupada en gruesos haces de forma irregular y otra tipo de fibras llamadas fibras elásticas más gruesas.

### Morfología
Las fibras colágenas y elásticas no presentan una disposición aleatoria, sino, por el contrario forman líneas regulares de tensión. Estas reciben el nombre de Líneas de Langer. Cuando un cirujano practica una incisión de forma paralela a estas líneas, ésta  dejando una cicatriz mínima.